# (42355) Typhon
42355 Typhon (del griego Τυφών) es un objeto astronómico del disco disperso que fue descubierto el 5 de febrero de 2002, por el programa NEAT. Mide 162±7 km de diámetro, y fue denominado por Tifón, un monstruo en la  mitología griega.
En 2006 se identificó un satélite asteroidal de 42355 Tifón. Fue denominado Echidna —designación oficial (42355) Typhon I Echidna, del griego Έχιδνα, por Equidna, el monstruo compañero de Tifón. Orbita Typhon a una distancia de ~1300 km, completando una órbita al cabo de unos 11 días. Su diámetro se estima es 89±6 km. Typhon es el primer centauro binario que se conoce, utilizando una definición amplia de un centauro como un objeto en una órbita no-resonante (inestable) cuyo perihelio se encuentra dentro de la órbita del planeta Neptuno.